# Ekeby, Bälinge socken
Ekeby är en by i Bälinge socken, Uppsala kommun.
Ekeby omtalas första gången i skriftliga handlingar 1296 ('in Ekeby'), då Ramfrid Gustavsdotter (lejon) sålde jord i byn till Uppsala domkyrka. 1357 omnämns två fastrar, Anders och Johan i Ekeby. Ekeby omfattar 1540-69 ett skattehemman, tre skatteutjordar och två frälsehemman.